# ئی‌ام‌دی ئی۷
ئی‌ام‌دی ئی۷ (انگلیسی: EMD E7) یک لوکوموتیو دیزلی ساخت شرکت جنرال موتورز الکترو-موتیو دیویژن بوده است.
این لوکوموتیو که مابین سال‌های ۱۹۴۵ تا ۱۹۴۹ تولید می‌شده دارای ۱۲ سیلندر، ۲۰۰۰ اسب بخار توان خروجی و ۱۳۷ کیلومتر بر ساعت سرعت نهایی بوده است.